# Daniel Alonso
Daniel Alonso – dominikański lekkoatleta, który specjalizował się w rzucie oszczepem.
W 1997 wywalczył brązowy medal mistrzostw Ameryki Środkowej i Karaibów. 
Rekord życiowy: 70,80 (1 czerwca 1996, Nowy Jork) – rezultat ten jest aktualnym rekordem Dominikany.